# 2015年ポーランド大統領選挙
2015年ポーランド大統領選挙は、中欧に位置するポーランドにおける国家元首である大統領を選出するために行われた選挙で、2015年5月10日と同月24日に投票が行われた。

## 概要
大統領の任期（5年）が満了したことに伴い実施される選挙である。10月に予定されている総選挙の前哨戦と位置づけられた今回の選挙では、現職で再選を目指す与党・市民プラットフォームが推すブロニスワフ・コモロフスキに対し、最大野党である「法と正義」の候補であるアンジェイ・ドゥダなど10名が挑む構図となった。

## 選挙制度など
- 選挙事由：任期満了
- 選挙権：18歳以上のポーランド市民
- 被選挙権：35歳以上のポーランド市民（立候補に際しては有権者10万人以上から推薦署名を集める必要あり）
- 大統領の任期：5年（1回のみ再選可能）
- 選挙方式：第1回投票で過半数の得票を得た候補者がいない場合、第1回投票における得票上位2名による決選投票が行われ、最多得票を得た候補が当選。

出典：“大統領選挙 - 2011年から(現行)”.   中東欧・旧ソ連諸国の選挙データ. 2015年5月24日閲覧。

## 立候補者
立候補要件を満たしたのは以下の11名である。
- Grzegorz Michał Braun グジェゴジュ・ブラウン（無所属）
- Andrzej Sebastian Duda アンジェイ・ドゥダ（法と正義）
- Adam Sebastian Jarubas アダム・ヤルバス（ポーランド農民党）
- Bronisław Maria Komorowski ブロニスワフ・コモロフスキ（無所属）
- Janusz Ryszard Korwin-Mikke ヤヌシュ・コルヴィン＝ミッケ
- Marian Janusz Kowalski マリアン・コヴァルスキ（国民運動）
- Paweł Piotr Kukiz パヴェウ・クキズ（無所属）
- Magdalena Agnieszka Ogórek マグダレナ・オグレク（無所属）
- Janusz Marian Palikot ヤヌッシュ・パリコト（みんなの運動）
- Paweł Jan Tanajno パヴェウ・タナイノ（新右翼会議）
- pl:Jacek Wilk ヤツエク・ヴィルク（直接民主主義）

出典：“Wykaz kandydatów”.   Panstwowa Komisja Wyborcza. 2015年5月24日閲覧。

## 選挙結果
5月10日に行われた第1回投票では、最大野党の「法と正義」が推すドゥダが現職のコモロフスキを僅差でリードする結果となった。しかし両候補とも当選に必要な過半数の得票を得るには至らなかったため、24日に決選投票が行われることになった。第1回投票における投票率は48.96%と民主化後の大統領選では過去最低となった。決選投票では、ドゥダが得票率51.55%で48.45%の支持を得たコモロフスキを3%余りの差で抑えて初当選を果たした。
|            | 第1回投票  | 決選投票   |
| ---------- | ---------- | ---------- |
| 有権者数   | 30,688,570 | 30,709,281 |
| 投票者数   | 15,023,886 | 16,993,169 |
| 投票率     | 48.96%     | 55.34%     |
| 有効得票数 | 14,898,934 | 16,742,938 |
| 無効票     | 124,952    | 250,231    |

| 候補者名                                         | 第1回投票  | 第1回投票 | 決選投票   | 決選投票 | 当落 |
| 候補者名                                         | 得票数     | 得票率    | 得票数     | 得票率   | 当落 |
| ------------------------------------------------ | ---------- | --------- | ---------- | -------- | ---- |
| アンジェイ・ドゥダ Andrzej Duda                  | 5,179,092  | 34.76%    | 8,630,627  | 51.55%   | 当選 |
| ブロニスワフ・コモロフスキ Bronisław Komorowski  | 5,031,060  | 33.77%    | 8,112,311  | 48.45%   |      |
| パヴェウ・クキズ Paweł Kukiz                     | 3,099,079  | 20.80%    |            |          |      |
| ヤヌシュ・コルヴィン＝ミッケ Janusz Korwin-Mikke | 486,084    | 3.26%     |            |          |      |
| マグダレナ・オグレク Magdalena Ogórek            | 353,883    | 2.38%     |            |          |      |
| アダム・ヤルバス Adam Jarubas                    | 238,761    | 1.60%     |            |          |      |
| ヤヌッシュ・パリコト Janusz Palikot              | 211,242    | 1.42%     |            |          |      |
| グジェゴジュ・ブラウン Grzegorz Braun            | 124132     | 0.83%     |            |          |      |
| マリアン・コヴァルスキ Marian Kowalski           | 77,630     | 0.52%     |            |          |      |
| ヤツエク・ヴィルク Jacek Wilk                    | 68,186     | 0.46%     |            |          |      |
| パヴェウ・タナイノ Paweł Tanajno                 | 29,785     | 0.20%     |            |          |      |
| 合計得票数                                       | 14,898,934 |           | 16,742,938 |          |      |

出典：“Pierwsze głosowanie  Wyniki”.   Panstwowa Komisja Wyborcza. 2015年5月24日閲覧。“Ponowne głosowanie Wyniki”.   Panstwowa Komisja Wyborcza. 2015年5月27日閲覧。